# Gurbănești
Gurbănești est une commune roumaine située dans le județ de Călărași.